# 范河 (黄海)
范河，位于中国江苏省赣榆县南部，是一条独流入海水。发源于赣榆县门河镇西南堰水房、三里墩一带丘陵区，向东流至临洪口入黄海。全长30公里，流域面积280平方公里。